# Europäischer Filmpreis 2012

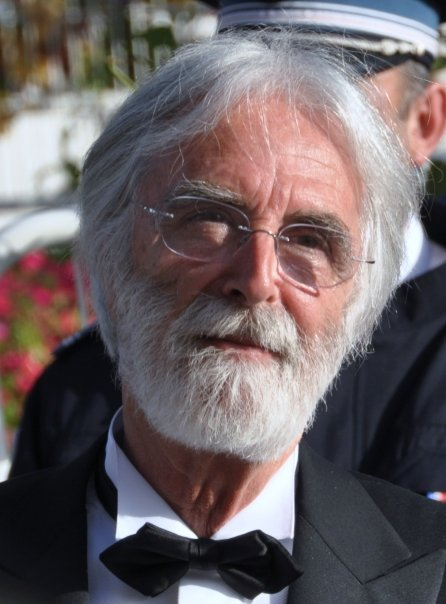
Michael Haneke

Die 25. Verleihung des Europäischen Filmpreises fand am 1. Dezember 2012 in Valletta, Malta, statt. Nachdem im Vorjahr die Fernsehgala in Berlin stattgefunden hatte, wurde sie zum ersten Mal an den europäischen Inselstaat vergeben und fand damit gleichzeitig geographisch soweit südlich wie nie zuvor statt. Als bester Film wurde Michael Hanekes Liebe ausgezeichnet, der vier seiner sechs Nominierungen in Siege umsetzen konnte.
Die Preisgala wurde im Mediterranean Conference Centre am Hafen von Valletta veranstaltet. Die Moderation übernahm zum vierten Mal die Deutsche Anke Engelke. Neben ca. 1000 europäischen Filmschaffenden wurden der deutsche Kulturstaatsminister Bernd Neumann, die österreichische Ministerin für Kunst und Kultur, Claudia Schmied, sowie die Kulturminister Meli Kraniqi (Kosovo) und Zaneta Jaunzeme-Grende (Lettland) erwartet.
Bereits als Laureaten fest standen die britische Schauspielerin Helen Mirren, der italienische Regisseur und Drehbuchautor Bernardo Bertolucci sowie die schwedische Filmproduzentin Helena Danielsson. Mirren, 2007 mit dem Darstellerpreis für ihre Leistung in Die Queen ausgezeichnet, wurde Ende September 2012 von der Europäischen Filmakademie (EFA) der Preis in der Kategorie Beste europäische Leistung im Weltkino zuerkannt. Anfang Oktober wurde Bertolucci als Gewinner des Ehrenpreises für ein Lebenswerk bekannt gegeben. Der Filmemacher hatte bei der ersten Verleihung des Europäischen Filmpreises im Jahr 1988 einen Spezialpreis für sein Oscar-prämiertes Werk Der letzte Kaiser erhalten und war zuletzt 2004 für Die Träumer für den Regie-Publikumspreis nominiert. Danielsson wurde Mitte November als Preisträgerin des jährlich vergebenen Prix EURIMAGES bekannt gegeben, der das Schaffen von europäischen Koproduzenten durch EURIMAGES ehrt. Danielsson gründete 2003 die Produktionsfirma Hepp Film und arbeitet daneben bei der Tre Vänner Produktion AB mit. Unter ihrer Mitwirkungen entstanden Filme wie das Drama Bessere Zeiten oder der Action-Thriller Easy Money – Spür die Angst (2011).
Die Preisverleihung wurde wie im Vorjahr als Live-Stream über das Internet angeboten. Zusammenfassungen der Gala werden im deutschsprachigen Raum von arte (Deutschland, 2. Dezember) und ORF (Österreich, 4. Dezember) ausgestrahlt.

## Preisträger und Nominierungen
Die Nominierungen waren am 3. November 2012 auf dem Europäischen Filmfestival von Sevilla bekannt gegeben worden.

### Bester europäischer Film
präsentiert von Amira Casar und Carlos Saura
Liebe (Amour) – Drehbuch und Regie: Michael Haneke, Produktion: Margaret Ménégoz, Stefan Arndt, Veit Heiduschka und Michael Katz
- Barbara – Drehbuch und Regie: Christian Petzold, Produktion: Florian Koerner von Gustorf und Michael Weber
- Cäsar muss sterben (Cesare deve morire) – Regie: Paolo und Vittorio Taviani, Drehbuch: Paolo und Vittorio Taviani, in Zusammenarbeit mit Fabio Cavalli, Produktion: Grazia Volpi
- Die Jagd (Jagten) – Regie: Thomas Vinterberg, Drehbuch: Thomas Vinterberg und Tobias Lindholm, Produktion: Morten Kaufmann und Sisse Graum Jørgensen
- Shame – Regie: Steve McQueen, Drehbuch: Steve McQueen und Abi Morgan, Produktion: Iain Canning und Emile Sherman
- Ziemlich beste Freunde (Intouchables) – Drehbuch und Regie: Olivier Nakache und Éric Toledano, Produktion: Nicolas Duval, Yann Zenou und Laurent Zeitoun

### Beste Regie
präsentiert von Mads Mikkelsen
Michael Haneke – Liebe (Amour)
- Nuri Bilge Ceylan – Once Upon a Time in Anatolia (Bir Zamanlar Anadolu’da)
- Steve McQueen – Shame
- Paolo und Vittorio Taviani – Cäsar muss sterben (Cesare deve morire)
- Thomas Vinterberg – Die Jagd (Jagten)

### Beste Darstellerin
präsentiert von Carice van Houten
Emmanuelle Riva – Liebe (Amour)

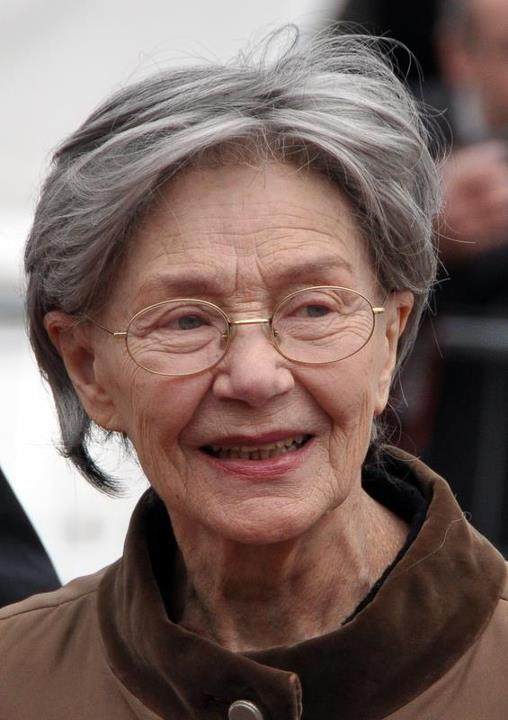
Beste Darstellerin: Emmanuelle Riva, die der Verleihung aus Krankheitsgründen fernblieb

- Émilie Dequenne – À perdre la raison
- Nina Hoss – Barbara
- Margarethe Tiesel – Paradies: Liebe
- Kate Winslet – Der Gott des Gemetzels (Carnage)

### Bester Darsteller
präsentiert von Maciej Stuhr

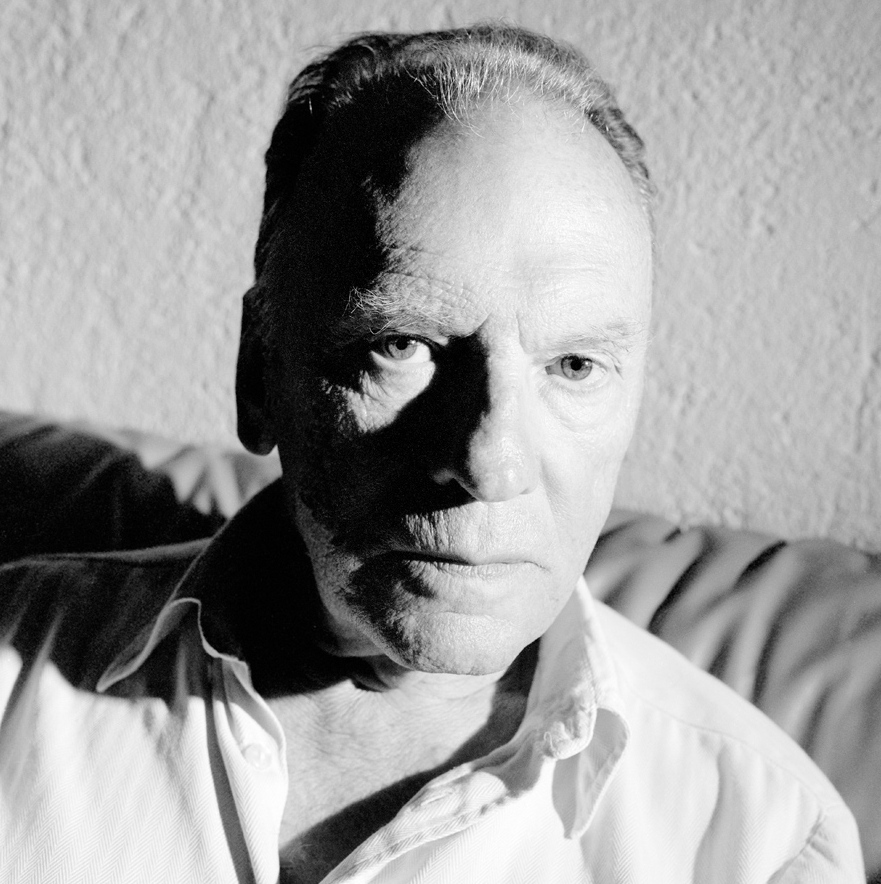
Bester Darsteller: Jean-Louis Trintignant, der ein Theaterengagement der Preisverleihung vorzog.

Jean-Louis Trintignant – Liebe (Amour)
- François Cluzet und Omar Sy – Ziemlich beste Freunde (Intouchables)
- Michael Fassbender – Shame
- Mads Mikkelsen – Die Jagd (Jagten)
- Gary Oldman – Dame, König, As, Spion (Tinker Tailor Soldier Spy)

### Bestes Drehbuch
präsentiert von Danis Tanović

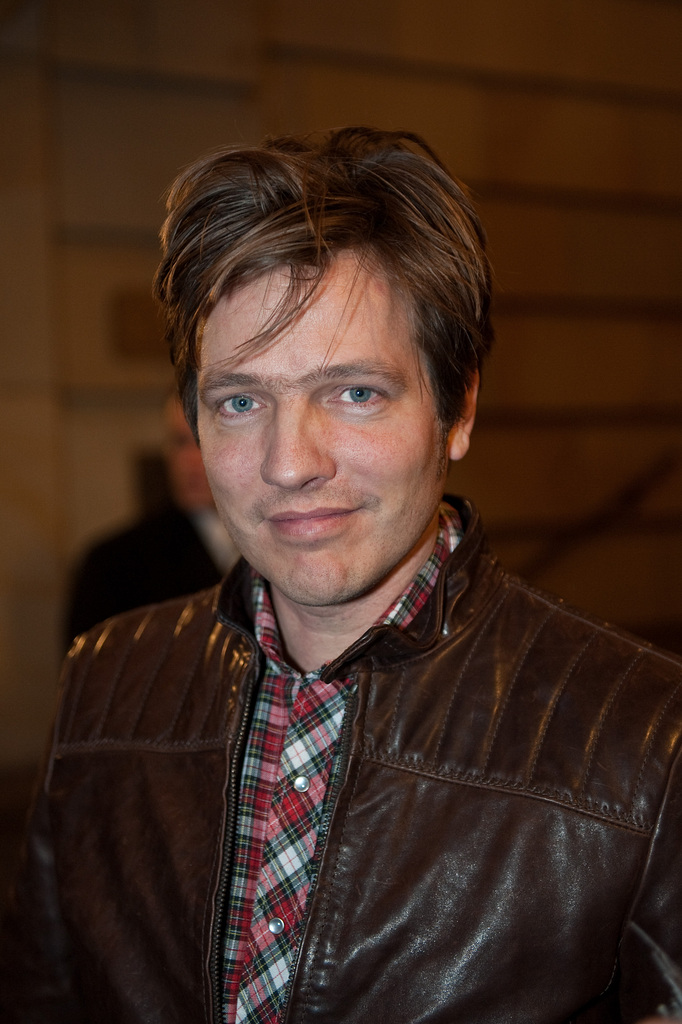
Bestes Drehbuch: Thomas Vinterberg

Tobias Lindholm und Thomas Vinterberg – Die Jagd (Jagten)
- Michael Haneke – Liebe (Amour)
- Cristian Mungiu – Jenseits der Hügel (După dealuri)
- Olivier Nakache und Éric Toledano – Ziemlich beste Freunde (Intouchables)
- Roman Polański und Yasmina Reza – Der Gott des Gemetzels (Carnage)

### Beste Kamera („Carlo-Di-Palma-Preis“)
präsentiert von Jim Sheridan
Sean Bobbitt – Shame
- Bruno Delbonnel – Faust (Фауст)
- Darius Khondji – Liebe (Amour)
- Gökhan Tiryaki – Once Upon a Time in Anatolia (Bir Zamanlar Anadolu’da)
- Hoyte van Hoytema – Dame, König, As, Spion (Tinker Tailor Soldier Spy)

### Bester Schnitt
präsentiert von Marama Corlett und Thure Lindhardt
Joe Walker – Shame
- Janus Billeskov Jansen und Anne Østerud – Die Jagd (Jagten)
- Roberto Perpignani – Cäsar muss sterben (Cesare deve morire)

### Bestes Szenenbild
präsentiert von Marama Corlett und Thure Lindhardt
Maria Djurkovic – Dame, König, As, Spion (Tinker Tailor Soldier Spy)
- Niels Sejer – Die Königin und der Leibarzt (En kongelig affære)
- Jelena Schukowa – Faust (Фауст)

### Beste Filmmusik
präsentiert von Jim Sheridan
 Alberto Iglesias – Dame, König, As, Spion (Tinker Tailor Soldier Spy)
- Cyrille Aufort und Gabriel Yared – Die Königin und der Leibarzt (En kongelig affære)
- François Couturier – Venezianische Freundschaft (Io sono Li)
- George Fenton – Angels’ Share – Ein Schluck für die Engel (Angels’ Share)

## Offizielle Auswahlliste – Spielfilme
Die 16 nominierten Filmproduktionen – drei mehr als im Vorjahr – waren aus einer Auswahlliste („Longlist“) von den 2700 Mitgliedern der Europäischen Filmakademie ermittelt worden. Die Auswahlliste der Europäischen Filmakademie war am 11. September 2012 in Berlin vorgestellt worden. Sie enthielt 47 Filme aus 31 europäischen Ländern, zwei mehr als im vergangenen Jahr. Qualifizieren konnten sich europäische Spielfilmproduktionen, die nach dem 15. Juni 2011 öffentlich auf einem Filmfestival uraufgeführt bzw. eine Kinoauswertung erfahren hatten (die offizielle Einreichungsfrist endete am 15. Juni 2012). Die 20 Länder mit den meisten EFA-Mitgliedern bestimmten jeweils direkt einen nationalen Film. Das weitere Teilnehmerfeld wurde durch ein Komitee aus EFA-Vorstandsmitgliedern sowie Pierre-Henri Deleau aus Frankreich, der Schwedin Marit Kapla, dem Bulgaren Stefan Kitanow, Paz Lázaro aus Spanien, dem Briten Derek Malcolm und Elma Tataragić aus Bosnien und Herzegowina als eingeladene Experten ergänzt.
In die Auswahlliste gelangten unter anderem die Hauptpreisträger der Filmfestspiele von Venedig 2011 (Faust), Berlin 2012 (Cäsar muss sterben, Italiens Oscar-Kandidat 2013 auf eine Nominierung in der Kategorie Bester fremdsprachiger Film) und Cannes 2012 (Liebe, Österreichs Oscar-Kandidat 2013). Ebenfalls auf der Auswahlliste befanden sich die offiziellen Oscar-Beiträge für 2013 aus Belgien (À perdre la raison), Bosnien und Herzegowina (Djeca – Kinder von Sarajevo), Bulgarien (Kecove), Dänemark (Die Königin und der Leibarzt), Deutschland (Barbara), Griechenland (Ungerechte Welt), den Niederlanden (Kauwboy), Rumänien (Jenseits der Hügel), der Schweiz (Winterdieb) und Ungarn (Just the Wind).
Die für die regulären Kategorien nominierten Filme (Barbara, Cäsar muss sterben, Liebe usw.) sind hellblau hervorgehoben.
| Film                                                                  | Regie                           | Land                                                       | Darsteller (Auswahl)                                                                 |
| --------------------------------------------------------------------- | ------------------------------- | ---------------------------------------------------------- | ------------------------------------------------------------------------------------ |
| À perdre la raison                                                    | Joachim Lafosse                 | Belgien, Frankreich, Schweiz, Luxemburg                    | Niels Arestrup, Tahar Rahim, Émilie Dequenne                                         |
| Alpen (Alpis)                                                         | Giorgos Lanthimos               | Griechenland                                               | Angeliki Papoulia, Aris Servetalis, Johnny Vekris, Ariane Labed                      |
| Angels’ Share – Ein Schluck für die Engel (Angels’ Share)             | Ken Loach                       | Großbritannien, Frankreich, Belgien, Italien               | Paul Brannigan, John Henshaw, Gary Maitland, Jasmin Riggins                          |
| Avalon                                                                | Axel Petersén                   | Schweden                                                   | Johannes Brost, Peter Carlberg, Léonore Ekstrand, Charlotte Wandt                    |
| Barbara                                                               | Christian Petzold               | Deutschland                                                | Nina Hoss, Ronald Zehrfeld, Rainer Bock                                              |
| Cäsar muss sterben (Cesare deve morire)                               | Paolo Taviani Vittorio Taviani  | Italien                                                    | Salvatore Striano, Cosimo Rega, Giovanni Arcuri, Antonio Frasca                      |
| Cigán (Gypsy)                                                         | Martin Šulík                    | Tschechische Republik, Slowakei                            | Miroslav Gulyas, Martina Kotlárová, Ján Mižigár, Attila Mokos                        |
| Dame, König, As, Spion (Tinker Tailor Soldier Spy)                    | Tomas Alfredson                 | Frankreich, Großbritannien, Deutschland                    | Gary Oldman, Colin Firth, Tom Hardy, Mark Strong                                     |
| Diaz – Don’t Clean Up This Blood (Diaz)                               | Daniele Vicari                  | Italien, Rumänien, Frankreich                              | Elio Germano, Jennifer Ulrich, Claudio Santamaria                                    |
| Djeca – Kinder von Sarajevo (Djeca)                                   | Aida Begić                      | Bosnien & Herzegowina, Deutschland, Frankreich, Türkei     | Marija Pikić, Ismir Gagula, Bojan Navojec                                            |
| Es war einmal eine Frau (Жила-была одна баба / Schila-byla odna baba) | Andrei Smirnow                  | Russland                                                   | Darja Jekamassowa, Nina Ruslanowa, Wladislaw Abaschin                                |
| The Exchange (ההתחלפות / Hahithalfut)                                 | Eran Kolirin                    | Israel, Deutschland                                        | Rotem Keinan, Sharon Tal, Dov Navon, Shirili Deshe                                   |
| Faust (Фауст)                                                         | Alexander Sokurow               | Russland                                                   | Johannes Zeiler, Anton Adassinski, Isolda Dychauk, Hanna Schygulla                   |
| Der Geschmack von Rost und Knochen (De rouille et d’os)               | Jacques Audiard                 | Frankreich                                                 | Marion Cotillard, Matthias Schoenaerts                                               |
| Hasta la vista (Hasta la Vista!)                                      | Geoffrey Enthoven               | Belgien                                                    | Charlotte Timmers, Roos Van Vlaenderen, Robrecht Vanden Thoren                       |
| Hinter der Tür (Az ajtó)                                              | István Szabó                    | Ungarn, Deutschland                                        | Helen Mirren, Martina Gedeck                                                         |
| Im Nebel (V Tumane)                                                   | Sergei Loznitsa                 | Deutschland, Russland, Lettland, Niederlande, Weißrussland | Wladimir Swirski, Wladislaw Abaschin, Sergei Kolessow                                |
| In Darkness (W ciemności)                                             | Agnieszka Holland               | Deutschland, Polen, Kanada                                 | Robert Więckiewicz, Kinga Preis, Agnieszka Grochowska, Maria Schrader, Herbert Knaup |
| Venezianische Freundschaft (Io sono Li)                               | Andrea Segre                    | Italien, Frankreich                                        | Tao Zhao, Rade Šerbedžija, Marco Paolini, Roberto Citran, Giuseppe Battiston         |
| Iron Sky                                                              | Timo Vuorensola                 | Finnland, Deutschland, Australien                          | Julia Dietze, Götz Otto, Udo Kier, Tilo Prückner                                     |
| Die Jagd (Jagten)                                                     | Thomas Vinterberg               | Dänemark                                                   | Mads Mikkelsen, Thomas Bo Larsen                                                     |
| Jenseits der Hügel (După dealuri)                                     | Cristian Mungiu                 | Rumänien, Frankreich, Belgien                              | Cosmina Stratan, Cristina Flutur, Valeriu Andriuţă                                   |
| Just the Wind (Csak a szél)                                           | Benedek Fliegauf                | Ungarn, Deutschland, Frankreich                            | Katalin Toldi, Gyöngyi Lendvai, Lajos Sárkány                                        |
| Kauwboy                                                               | Boudewijn Koole                 | Niederlande                                                | Rick Lens, Loek Peters, Cahit Ölmez                                                  |
| Kecove (Кецове, Sneakers)                                             | Iwan Wladimirow Waleri Jordanow | Bulgarien                                                  | Iwo Arakow, Filip Awramow, Iwan Barnew, Wassil Draganow                              |
| Kings of the City (Grupo 7)                                           | Alberto Rodríguez               | Spanien                                                    | Antonio de la Torre Martín, Mario Casas, Joaquín Núñez                               |
| Die Königin und der Leibarzt (En kongelig affære)                     | Nikolaj Arcel                   | Dänemark                                                   | Mads Mikkelsen, Mikkel Boe Følsgaard, Alicia Vikander                                |
| Kriegerin                                                             | David Wnendt                    | Deutschland                                                | Alina Levshin, Jella Haase, Gerdy Zint                                               |
| Liebe (Amour)                                                         | Michael Haneke                  | Österreich, Frankreich, Deutschland                        | Jean-Louis Trintignant, Emmanuelle Riva, Isabelle Huppert                            |
| Once Upon a Time in Anatolia (Bir Zamanlar Anadolu'da)                | Nuri Bilge Ceylan               | Türkei                                                     | Muhammet Uzuner, Yılmaz Erdoğan, Taner Birsel                                        |
| Parada                                                                | Srđan Dragojević                | Serbien                                                    | Nikola Kojo, Miloš Samolov, Goran Jevtić                                             |
| Paradies: Liebe                                                       | Ulrich Seidl                    | Österreich, Deutschland, Frankreich                        | Margarethe Tiesel, Peter Kazungu, Inge Maux                                          |
| Policeman (השוטרHashoter)                                             | Nadav Lapid                     | Israel                                                     | Tracy Abramovich, Ben Adam, Michael Aloni                                            |
| Poupata (Flower Buds)                                                 | Zdeněk Jiráský                  | Tschechische Republik                                      | Vladimír Javorský, Małgorzata Pikus, Marika Soposká, Miroslav Pánek                  |
| Róża (Rose)                                                           | Wojciech Smarzowski             | Polen                                                      | Marcin Dorociński, Agata Kulesza, Malwina Buss, Kinga Preis                          |
| Shame                                                                 | Steve McQueen                   | Großbritannien                                             | Michael Fassbender, Carey Mulligan, James Badge Dale                                 |
| Sueño y silencio (The Dream and the Silence)                          | Jaime Rosales                   | Spanien, Frankreich                                        | Celia Correas, Yolanda Galocha, Laura Latorre, Alba Ros                              |
| Smrt čoveka na Balkanu (Death of a Man in Balkans)                    | Miroslav Momčilović             | Serbien                                                    | Emir Hadžihafizbegović, Radoslav Milenković, Nataša Ninković                         |
| Sons of Norway (Sønner av Norge)                                      | Jens Lien                       | Norwegen                                                   | Sven Nordin, Åsmund Høeg, Sonja Richter, Johnny Rotten                               |
| Tabu – Eine Geschichte von Liebe und Schuld                           | Miguel Gomes                    | Portugal, Deutschland, Brasilien, Frankreich               | Teresa Madruga, Laura Soveral, Ana Moreira, Carloto Cotta                            |
| Ungerechte Welt (Άδικος Κόσμος / Adikos kosmos)                       | Filippos Tsitos                 | Griechenland, Deutschland                                  | Antonis Kafetzopoulos, Christos Stergioglou, Theodora Tzimou                         |
| La voz dormida (The Sleeping Voice )                                  | Benito Zambrano                 | Spanien                                                    | Inma Cuesta, María León, Marc Clotet                                                 |
| Vuosaari (Naked Harbour)                                              | Aku Louhimies                   | Finnland                                                   | Alma Pöysti, Aino Louhimies, Sean Pertwee                                            |
| Winterdieb (L’enfant d’en haut)                                       | Ursula Meier                    | Schweiz, Frankreich                                        | Léa Seydoux, Kacey Mottet Klein, Martin Compston, Gillian Anderson                   |
| The Woman Who Brushed Off Her Tears                                   | Teona Strugar Mitevska          | Mazedonien, Belgien, Slowenien, Deutschland                | Victoria Abril, Labina Mitevska, Jean-Marie Galey                                    |
| Ziemlich beste Freunde (Intouchables)                                 | Olivier Nakache Éric Toledano   | Frankreich                                                 | François Cluzet, Omar Sy, Anne Le Ny                                                 |

## Weitere Preise

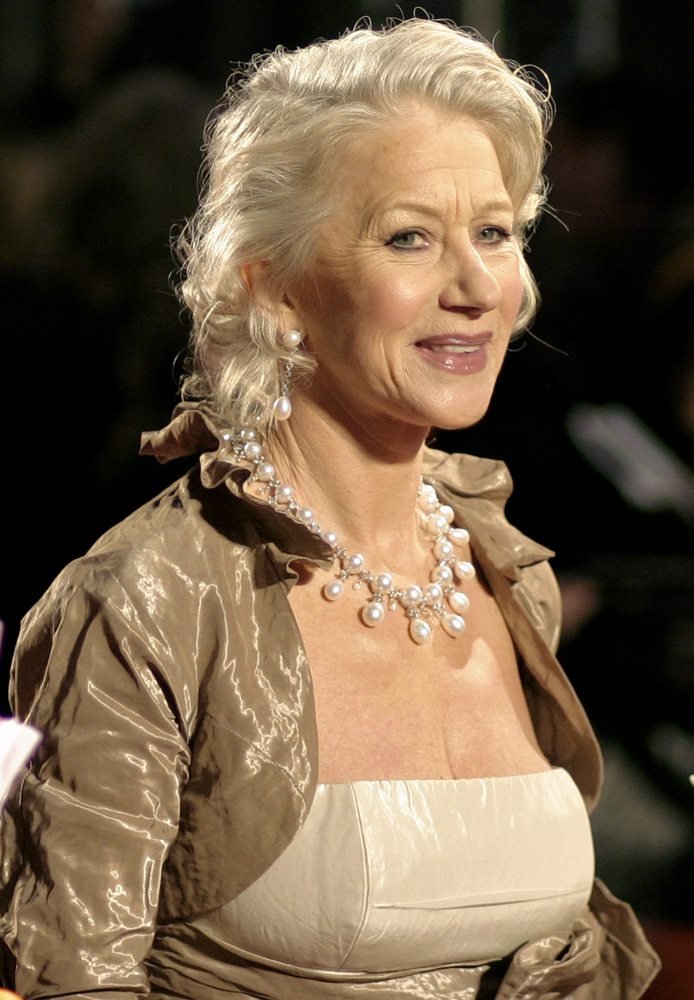
Helen Mirren

### Beste europäische Leistung im Weltkino
präsentiert von Alexei Popogrebski und Michael Gambon
Helen Mirren, britische Schauspielerin

### Preis für ein Lebenswerk
präsentiert von Marisa Paredes und Wim Wenders
Bernardo Bertolucci, italienischer Filmregisseur und Drehbuchautor

### Europäischer Koproduzentenpreis – „Prix EURIMAGES“
präsentiert von Kim Rossi Stuart
Helena Danielsson (Hepp Film/Tre Vänner Produktion AB, Schweden)

### Bester Erstlingsfilm
präsentiert von Caterina Murino
Am 16. Oktober 2012 hatte die Europäische Filmakademie die Nominierungen für die Kategorie „Bester Erstlingsfilm“ bekannt gegeben, in der fünf Debütregisseure mit ihren Spielfilmproduktionen gegeneinander antreten. Den Sieger kürten die 2700 Mitglieder der EFA, der auf der Preisverleihung am 1. Dezember bekannt gegeben wurde. Ausgewählt wurden die nominierten Filme von einer Jury bestehend aus zwei EFA-Vorstandsmitgliedern (die Schwedin Helena Danielson und die Niederländerin Els Vandevorst), zwei EFA-Mitgliedern (der Franzose Pierre-Henri Deleau und der Däne Jacob Neiiendam) sowie drei europäischen Mitgliedern der internationalen Filmkritikervereinigung FIPRESCI (die Türkin Alin Taşçıyan, der Portugiese Paulo Portugal und der Rumäne Mihai Chirilov).
Kauwboy – Regie: Boudewijn Koole (Niederlande)
- 10 timer til Paradis (Teddy Bear) – Regie: Mads Matthiesen (Dänemark)
- Broken – Regie: Rufus Norris (Vereinigtes Königreich)
- Portret v sumerkach (Портрет в сумерках / Twilight Portrait) – Regie: Angelina Nikonowa (Russland)
- Die Vermissten – Regie: Jan Speckenbach (Deutschland)

### Bester Kurzfilm
präsentiert von Grigori Dobrygin
14 Filme qualifizierten sich für den Preis in der Kategorie Bester europäischer Kurzfilm, einer weniger als im Vorjahr. Unter den Nominierten sind auch zwei Kurz-Dokumentarfilme (L’ambassadeur & moi, Miten marjoja poimitaan) sowie mit Rolando Colla (Einspruch VI) und Albert Sackl (Im Freien) zwei Regisseure aus dem deutschsprachigen Raum vertreten. Den Sieger küren die 2700 Mitglieder der EFA, der auf der Preisverleihung am 1. Dezember bekannt gegeben wird.
| Film                                                           | Regie                           | Land                   | Länge (in min.) | Nominierung (Festival) |
| -------------------------------------------------------------- | ------------------------------- | ---------------------- | --------------- | ---------------------- |
| L’ambassadeur & moi                                            | Jan Czarlewski                  | Schweiz                | 15’             | Angers                 |
| Back of Beyond                                                 | Michael Lennox                  | Vereinigtes Königreich | 25’             | Locarno                |
| Csicska (Beast)                                                | Attila Till                     | Ungarn                 | 20’             | Tampere                |
| Demain, ça sera bien                                           | Pauline Gay                     | Frankreich             | 16’             | Ghent                  |
| Einspruch VI                                                   | Rolando Colla                   | Schweiz                | 17’             | Drama                  |
| Im Freien                                                      | Albert Sackl                    | Österreich             | 23’             | Rotterdam              |
| Manhã de Santo António (Morning of Saint Anthony’s Day)        | João Pedro Rodrigues            | Portugal               | 25’             | Vila do Conde          |
| Miten marjoja poimitaan (How To Pick Berries)                  | Elina Talvensaari               | Finnland               | 18’             | Bristol                |
| Sessiz – Be Deng (Silent)                                      | L. Rezan Yeşilbaş               | Türkei                 | 14’             | Grimstad               |
| Superman, Spiderman sau Batman (Superman, Spiderman or Batman) | Tudor Giurgiu                   | Rumänien               | 11’             | Valladolid             |
| Titloi telous (Out of Frame)                                   | Yorgos Zois                     | Griechenland           | 10’             | Venedig                |
| Two Hearts                                                     | Darren Thornton                 | Irland                 | 17’             | Cork                   |
| Vilaine fille mauvais garçon (Two Ships)                       | Justine Triet                   | Frankreich             | 30’             | Berlin                 |
| Villa Antropoff                                                | Vladimir Leschiov Kaspar Jancis | Lettland/Estland       | 13’             | Krakau                 |

### Europäischer Dokumentarfilmpreis
präsentiert von Danis Tanović
Die Nominierungen waren von einem Komitee festgelegt worden, dem der Brite Nik Powell (Leiter der britischen Filmschule NFTS und stellvertretender EFA-Vorstandsvorsitzender), die EFA-Mitglieder Francine Brücher (Schweiz) und Despina Mouzaki (Griechenland) sowie die Dokumentarfilm-Experten Claas Danielsen (Deutschland, Direktor des Internationalen Leipziger Festivals für Dokumentar- und Animationsfilm), Ally Derks (Niederlande, Internationales Dokumentarfilmfestival Amsterdam) und Jacques Laurent (Belgien, Produzent) angehörten. Im Gegensatz zum vergangenen Jahr war kein Beobachter des Fernsehsenders Arte vertreten, weshalb der Preis in den vergangenen Jahren auch als „Prix ARTE“ bekannt war.
Winternomaden (Hiver Nomade) – Regie: Manuel von Stürler (Schweiz)
- London – The Modern Babylon – Regie: Julien Temple (Vereinigtes Königreich)
- Le thé ou l’électricité (Tea or Electricity) – Regie: Jérôme le Maire (Belgien, Frankreich, Marokko)

### Bester Animationsfilm
präsentiert von Caterina Murino
Die drei Nominierungen für den besten europäischen Animationsfilm wurden Mitte September 2012 in Berlin bekannt gegeben. Die Vorauswahl oblag dem EFA-Vorstandsmitglied Antonio Saura (Produzent, Spanien), EFA-Mitglied Per Holst (Produzent, Dänemark) sowie Brigitte Baronnet (Frankreich), Tony Loeser (Deutschland) und Tomm Moore (Irland), Repräsentanten des europäischen Verbands für Animationsfilm CARTOON. Den Sieger kürten die 2700 Mitglieder der Europäischen Filmakademie, der auf der Preisverleihung am 1. Dezember bekannt gegeben wurde.
Alois Nebel – Regie: Tomáš Luňák (Tschechische Republik, Deutschland, Slowakei)
- Arrugas – Regie: Ignacio Ferreras (Spanien)
- Die Piraten! – Ein Haufen merkwürdiger Typen (The Pirates! – In an Adventure with Scientists) – Regie: Peter Lord (Großbritannien, Vereinigte Staaten)

### Europäischer Publikumspreis
präsentiert von Sergi López
Durch den Publikumspreis (People’s Choice Award) hatten Kinozuschauer die Möglichkeit bis zum 31. Oktober 2012, ihren Favoriten via Internet aus einer Auswahlliste zu küren. Die Kandidaten waren am 1. September 2012 vorgestellt worden. Darunter waren die auf der offiziellen Auswahlliste befindlichen Barbara, Cäsar muss sterben, Dame, König, As, Spion, Hasta la vista, In Darkness, Shame und Ziemlich beste Freunde sowie die im Vorjahr für den Europäischen Filmpreis nominierte Produktion The Artist von Michel Hazanavicius, die bei der Oscarverleihung 2012 triumphieren konnte.
Hasta la vista – Regie: Geoffrey Enthoven
- The Artist – Regie: Michel Hazanavicius
- Barbara – Regie: Christian Petzold
- Best Exotic Marigold Hotel – Regie: John Madden
- Cäsar muss sterben (Cesare deve morire) – Regie: Paolo und Vittorio Taviani
- Dame, König, As, Spion – Regie: Tomas Alfredson
- Die Eiserne Lady – Regie: Phyllida Lloyd
- Headhunters – Regie: Morten Tyldum
- In Darkness – Regie: Agnieszka Holland
- Lachsfischen im Jemen – Regie: Lasse Hallström
- Shame – Regie: Steve McQueen
- Ziemlich beste Freunde – Regie: Olivier Nakache und Éric Toledano